# Wave Aid
Wave Aid est un concert de charité qui a eu lieu le samedi 29 janvier 2005 dans le but de collecter des fonds pour les victimes du tremblement de terre de l'océan Indien du 29 décembre 2004, connu sous le nom de Boxing Day Tsunami. Il s'est teu au Sydney Cricket Ground et a été diffusée sur la télévision Channel [V] et MTV, et à la radio par Triple J, Triple H, Nova et Mondial Audio Radio 2.
Entre les prestations des groupes, des images des spectateurs étaient diffusée sur des écrans à côté de la scène, sous titrées par des informations sur le tsunami, et les moyens d'envoyer des dons.

## Fonds recueillis
L'événement a été principalement organisé par la Commission australienne de l'industrie et de la musique. Le but était de maintenir les frais généraux au niveau le plus bas possible afin de laisser le plus grand bénéfice possible au profit des organismes de bienfaisance. La quasi-totalité des coûts d'organisation ont été fortement réduits. Les organisateurs ont estimé que ces coûts auraient été d'environ $ 3,527,908 pour un festival ordinaire, mais ils se sont élevés à seulement 596 727 $ pour WaveAid. 
La somme recueillie grâce aux dons et aux ventes de billets s'est élevée à 2 896 727 $, ce qui a permis de recueillir exactement de 2.300.000 $.

## Charités affiliées
- UNICEF
- CARE Australia
- Red Cross
- Oxfam Australia
- Community Aid Abroad

## Artistes interprètes
- The Waifs
- Missy Higgins - "Scar".
- Nick Cave - "Red Right Hand", "The Ship Song", "Jack the Ripper".
- Kasey Chambers - "Am I Not Pretty Enough?", "Barricades & Brick Walls", "Pony".
- Pete Murray - "Feeler", "So Beautiful".
- Finn Brothers - "Weather With You", "Don’t Dream It’s Over", "World Where You Live", "Won’t Give In", "Throw Your Arms Around Me", "I Got You".
- The Wrights - "Evie - Parts 1, 2 & 3"
- Michael Chugg - MC
- King’s Own Scottish Borderers - "Mist Covered Mountain".
- John Butler Trio - "Peaches & Cream", "Treat Yo’ Mama", "Hello", "Betterman", "Zebra".
- Silverchair - "Israel’s Son", "Emotion Sickness", "Without You", "Greatest View", "Ana’s Song (Open Fire)", "The Door", "The Lever".
- Adam Spencer - MC
- Powderfinger - "Bless My Soul", "My Happiness", "Passenger", "These Days", "Love Your Way", "Like a Dog", "On My Mind".
- Midnight Oil - "Read About It", "The Power and the Passion", "King of the Mountain", "Say Your Prayers", "Beds Are Burning", "The Dead Heart", "Forgotten Years", "Best of Both Worlds".

## DVD
Le concert a été publié sur un DVD avec des performances de tous les groupes. Le DVD a également présenté 17 minutes du "Making Waveaid Happen", qui comprend des entrevues avec des artistes, conférence de presse, des images et des entrevues avec les organisateurs et les promoteurs. Le DVD fait don d'une partie de ses gains à la charité WaveAid aussi
1. "Crazy Train" - The Waifs
2. "London Still" - The Waifs
3. "Lighthouse" - The Waifs
4. "This Is How It Goes" - Missy Higgins
5. "Casualty" - Missy Higgins
6. "Scar" - Missy Higgins
7. "The Ship Song" - Nick Cave
8. "Barricades and Brickwalls" - Kasey Chambers
9. "Pony" - Kasey Chambers
10. "Not Pretty Enough" - Kasey Chambers
11. "Fall Your Way" - Pete Murray
12. "Lines" - Pete Murray
13. "Feeler" - Pete Murray
14. "Weather With You" - Finn Brothers
15. "Won’t Give In" - Finn Brothers
16. "Throw Your Arms" - Finn Brothers
17. "Evie Pt 1 - Let Your Hair Hang Down" - The Wrights Feat. Nic Cester
18. "Evie Pt 2 - Evie" - The Wrights Feat. Bernard Fanning
19. "Evie Pt 3 - I’m Losing You" - The Wrights Feat. Phil Jamieson
20. "Peaches and Cream" - John Butler Trio
21. "Treat Yo Mama" - John Butler Trio
22. "Hello" - John Butler Trio
23. "Betterman" - John Butler Trio
24. "Zebra" - John Butler Trio
25. "Israel's Son" - Silverchair
26. "Without You" - Silverchair
27. "Ana's Song (Open Fire)" - Silverchair
28. "The Greatest View" - Silverchair
29. "The Door" - Silverchair
30. "Bless My Soul" - Powderfinger
31. "My Happiness" - Powderfinger
32. "Passenger" - Powderfinger
33. "These Days" - Powderfinger
34. "On My Mind" - Powderfinger
35. "Read About It" - Midnight Oil
36. "The Power and the Passion" - Midnight Oil
37. "Say Your Prayers" - Midnight Oil
38. "Beds Are Burning" - Midnight Oil
39. "The Dead Heart" - Midnight Oil
40. "Forgotten Years" - Midnight Oil
41. "Best of Both Worlds" - Midnight Oil